# Мартынов, Валериан Дмитриевич
Валериан Дмитриевич Мартынов (1841—1901) — генерал-майор, управляющий Придворно-конюшенной частью, флигель-адъютант, тайный советник. Был удостоен придворного звания «в должности шталмейстера» (1881—1891).

## Биография
Происходил из дворян Области Войска Донского. Родился 12 (24) декабря 1841 года — сын отставного ротмистра Донского казачьего войска Дмитрия Алексеевича Мартынова. По окончании курса в Харьковском университете, вступил в службу 24 декабря 1864 года унтер-офицером в лейб-гвардии казачий Его Величества полк. 29 марта 1866 года произведён в корнеты и в том же году пожалован бриллиантовым перстнем. В 1868 году назначен личным адъютантом к войсковому наказному атаману Войска Донского, затем состоял для особых поручении при войске наказного атамана, в 1872 году назначен флигель-адъютантом к Его Императорскому Величеству. Тогда же ему было высочайше повелено присутствовать в придворной конюшенной конторе на правах вице-президента, быть управляющим придворно-конюшенным ведомством, членом совета 2-го управления государственного коннозаводства, а также вице-президентом придворной конюшенной конторы.
В 1882 году назначен членом учрежденного по высочайшему повелению при Главном штабе комиссии по разработке вопроса о реорганизации кавалерии и увеличении численности её состава, управлял придворно-конюшенной частью, в следующем году произведён в генерал-майоры по Войску Донскому. С 1881 по 1883 состоял членом комиссии для устройства храма на месте печального события 1-го марта 1881 года. В 1891 году, с 16 марта, был назначен сенатором и получил чин тайного советника. В день крушения императорского поезда 17 октября 1888 года на него было возложено наблюдение за отправлением с места крушения убитых и раненых в Харьков и Санкт-Петербург.
Умер 12 (25) июня 1901 года. Похоронен в Исидоровской церкви Александро-Невской лавры.

## Воспоминания современников
«Это был казацкий офицер, который понравился жене атамана Черткова в бытность его в Новочеркасске, за что и был взят в адъютанты к Черткову. Когда покойный государь приехал в Донскую область с нынешним государем, тогдашним атаманом, то сопровождавший государя всесильный в то время гр. Пётр Шувалов, чтобы положить конец этому скандалу в семействе брата жены своей, предложил государю оказать милость Донскому Войску назначением Мартынова в адъютанты к цесаревичу. Государь согласился к крайнему неудовольствию цесаревича. Впоследствии, когда шталмейстер двора цесаревича кн. Волконский проворовался, то управление конюшнею отдали Мартынову, несмотря на продолжавшееся к нему в государе и в особенности в императрице отвращение».

## Награды
российские
- орден Св. Владимира 3-й ст. (1881)
- орден Св. Станислава 1-й ст. (1886)
- орден Св. Анны 1-й ст. (1889)

иностранные
- Орден Железной короны 3-й ст. (1874)
- Крест «За переход через Дунай» (1879)
- орден Данеброг, командор 1-го кл. (1882)
- Орден Князя Даниила I 2-й степени (1882)
- Орден Восходящего солнца (1883)
- Орден Святых Маврикия и Лазаря (1883)
- Орден «Святой Александр» (1883)
- Орден Церингенского льва (1883)
- Орден Меча, командор 1 класса  (1883)
- Орден Франца Иосифа, большой крест (1883)
- Орден Белого сокола, командорский крест (1884)
- Орден Святого Михаила (Бавария), большой крест (1884)
- Орден Саксен-Эрнестинского дома, большой крест (1884)
- орден Красного орла (1884)
- Орден Филиппа Великодушного (1885)
- Командор ордена Спасителя (1885)
- Орден Меджидие 1-й ст. (1887)
- прусский орден Короны 1-й ст. (1888)
- Орден Льва и Солнца 1-й ст. (1889)
- Орден Короны Италии (1891)